# Дитворст, Адриан
Адриан Дитворст — голландский режиссёр и сценарист. Его фильм «Паранойя» вошёл в программу Международного берлинского кинофестиваля.

## Биография
После школы уехал из родного города в Роттердам. Работал в рекламном агентстве дизайнером. В 1962 году поступил в Голландскую школу кино и телевидения, где учился 2 года. Свой первый фильм «Ik kom wat later naar Madra» (1965) снял на деньги министерства культуры в соответствии с Новой волной, представленной в Нидерландах режиссёром Николаем ван дер Хейде. Фильм получил высокую оценку на фестивалях, а также от Годара и Бертолуччи. Это позволило получить финансирование на следующий фильм «Паранойя», который не окупился, но получил высокие оценки в журнале «Skoop» и Cahiers du cinéma. Фильм «Антенна» также не был рассчитан на коммерческий успех и прошёл лишь в узкой телесети христианского толка, так как был основан на произведении Альбера Камю.
Компромиссом между коммерческим и авторским кино явился фильм «Фланаган» (1975), который также не окупил себя.
Покончил жизнь самоубийством.
О режиссёре снят фильм «Владения Дитворста» (1992, De domeinen Ditvoorst).

## Избранная фильмография
- Паранойя (1967; Paranoia)
- Антенна (1969; Antenna)
- Мантия любви (1969; De mantel der Liefde)
- Белое безумие (1984; De Witte Waan)